# Кешк
Кешк (тур. Köşk — дозор, вахта) — житлова укріплена баштоподібна споруда ранньосередньовічного замку в Середній Азії, аналогічна донжону. Кешк, споруджений із сирцевої цегли, ставив глинобитну платформу з похилими гранями.
«Золотим століттям» ранньосередньовічних замків Середньої Азії були V—VIII століття — час політичної роздробленості, дезурбанізації та встановлення феодального господарського укладу. Дрібні володіння цього часу були практично самостійні і постійно перебували у стані бойової готовності: кожен правитель побоювався нападу сусідів і сам не проти захопити їх володіння. В умовах численні замки аристократів-землеробів будувалися насамперед із розрахунком на оборону і безпеку. Кешки зазвичай будувалися двоповерховими, причому житлові та приймальні приміщення в цьому випадку розташовувалися на верхньому поверсі.
У роботі, присвяченій передісламській архітектурі Середньої Азії, С. Г. Хмельницький спробував дати узагальнену класифікацію замків цієї епохи з погляду планування. Було виділено 4 типи:
1. Каре одноманітних приміщень, що оточують внутрішній двір.
2. Будівля з центральним приймальним залом (квадратним і, можливо, купольним) оточеним низькими приміщеннями.
3. Будівля з центральним приймальним залом (більш-менш симетричною щодо обох осей), «ядром» якої слугує невеликий купольний хол, що з'єднує навколишні приміщення.
4. Будинки з асиметрично розташованою (зазвичай у кутку) прямокутною приймальною залою, яка з двох або, рідше, з трьох боків оточена широким коридороподібним кулуаром[3].

У IX—X століттях створення держав Тахіридів і Саманідів на місці колишніх дрібних володінь зводить нанівець значення укріплених «лицарських гнізд»: лицарі — «дехкане» втрачають незалежність і йдуть служити правлячої династії, феодальні усобиці припиняються або, принаймні, слабнуть, безпека аристократа-землевласника та його роду залежить тепер більше від стану справ у державі, ніж від товщини стін та висоти його родового замку. Нову ситуацію сформулював Ісмаїл Самані, який скасував ремонти «довгої стіни» (Канпірак) навколо Давньобухарської оази: «Поки я живий, я — стіна Бухари».
Є припущення, що в X—XII століттях, коли кешки місцевого доісламського лицарства втратили своє значення, деякі з них були перетворені на невеликі караван-сараї нетрадиційного вигляду та устрою.

## Kax
Великий кешк називається «ках». Іноді кешком називають найбільш укріплену частину каху.